# Фуковський Олександр Васильович
Олекса́ндр Васи́льович Фуко́вський (нар. 1 жовтня 1920 — 2 травня 1997) — радянський офіцер, Герой Радянського Союзу (1943). У роки німецько-радянської війни — командир мінометної роти 24-ї гвардійської мотострілецької бригади 7-го гвардійського механізованого корпусу 60-ї армії Центрального фронту.

## Біографія
Народився 1 жовтня 1920 року у селі Зарубинці, нині Монастирищенський район Черкаської області України, у селянській сім'ї. Українець. Закінчив 10 класів у місті Каттакургані (Узбецька РСР). Працював рахівником у «Киргизторзі» у місті Ош.
У Червоній Армії з 1939 року. Член ВКП(б)/КПРС з 1947 року. У 1942 року закінчив Московське пулеметно-мінометне училище та був спрямований на фронт.
Командир мінометної роти 24-ї гвардійської мотострілецькій бригади (7-й гвардійський механізований корпус60-ї армії Центрального фронту гвардії лейтенант Олександр Фуковський 25 вересня 1943 року серед перших на підручних засобах форсував річку Дніпро біля села Домантове Чорнобильського району Київської області.
Своїми сміливими і рішучими діями воїни-мінометчики ввіреної гвардії лейтенанту О. Фуковскому роти надали високоефективну вогневу підтримку стрілецькою підрозділам у захопленні й утриманні плацдарму.
Гвардії лейтенант Олександр Фуковський разом із бійцями мінометної роти брав участь у відбитті численних контратак супротивника.
Указом президії Верховної ради СРСР від 17 жовтня 1943 року за мужність і героїзм, виявлені у боротьбі з німецько-фашистськими загарбниками, гвардії лейтенанту Фуковському Олександру Васильовичу присвоєно звання Героя Радянського Союзу з врученням ордена Леніна та медалі «Золота Зірка» (№ 1226).
Після закінчення війни О. В. Фуковський продовжував службу в армії. У 1947 року закінчив Військову академію бронетанкових і механізованих військ.
З 1976 року полковник Фуковський О.В. у запасі. Жив у Москві. До виходу пенсію працював у Державному комітеті СРСР з науки й техніки. Помер 2 травня 1997 року. Похований на Троєкуровському цвинтарі у Москві.

## Нагороди
Нагороджений орденом Леніна, орденом Великої Вітчизняної війни 1-го ступеня, 2-ма орденами Червоної Зірки, орденом «За службу Батьківщини Збройних Силах СРСР» III ступеня, медалями.